# Az első búr háború előzményei
Az első búr háború megindításának fő oka a meglehetősen agresszív brit terjeszkedés volt Afrika földjén.
Az afrikai kontinens déli részét a 19. században kezdték gyarmatosítani. A Dél-Afrikába tartó britek erőszakosságának több indítéka volt:
- innen akarták irányítani a kereskedelmi útvonalakat Indiába
- 1886-ban egy jelentős aranyfelfedezés történt Transvaalban
- a nyersanyagok sokasága, hatalmas gyémántokat találtak Kimberley város közelében a Transvaal Köztársaság határáránál

A britek 1880-ban megpróbálták hozzácsatolni a Transvaalt, és 1899-ben az Oranje Szabadállamot is (ez vezet majd a második búr háborúhoz) Fokföldhöz (Cape Colony-hoz). 1868-ban a britek magukhoz csatolták Basutolandot (mai Lesotho-t). Az 1880-as években Becsuánaföld (mai Botswana) A Német Birodalom és Nagy-Britannia közötti vita tárgya lett. Miután a németek 1884-ben elcsatolták Damaralandet és Namaqualandet (mai Namíbiát), a britek 1885-ben magukhoz csatolták Becsuánaföldet.
Britannia 1815-ben megszerezte a Jóreménység-fokát Dél-Afrikában Hollandiától a napóleoni háborúk következtében. A hollandul beszélő telepes farmerekből álló csoportok (búrok) nehezteltek a britekre, bár az angol irányítás hozott néhány gazdasági előnyt. Az ott élő holland telepesek (Trekboers-ek), ezután északra a belső irányába emigráltak, végül alapítottak két köztársaságot, Oranje Szabadállamot és a Transvaal Köztársaságot. A britek nem próbálták megakadályozni, hogy a holland telepesek elmenjenek.
1867-ben gyémántokat találtak Vaal folyó közelében, a felfedezés elindította a gyémánt-bányászatot, a világ minden részéről érkeztek szerencsét próbálni Kimberley városa 50,000 fölé emelkedett. Az 1870-es években a britek magukhoz csatolták Nyugat Griqualandet, ezáltal Kimberley városát is, ami felbőszítette a búrokat.

## Fordítás
- Ez a szócikk részben vagy egészben  a   First Boer War című angol Wikipédia-szócikk fordításán alapul.  Az eredeti cikk szerkesztőit annak laptörténete sorolja fel. Ez a jelzés csupán a megfogalmazás eredetét és a szerzői jogokat jelzi, nem szolgál a cikkben szereplő információk forrásmegjelöléseként.